# Рябошлык, Алексей Семёнович
Алексей Семёнович Рябошлык (20 февраля 1925 — 6 марта 1994) — командир расчёта 3-й пулемётной роты 656-го стрелкового ордена Александра Невского полка (116-я стрелковая Харьковская дивизия, 52-я армия, 1-й Украинский фронт), майор, участник Великой Отечественной войны, кавалер ордена Славы трёх степеней.

## Биография
Родился 20 февраля 1925 года в городе Россошь Воронежской области в семье рабочего. Украинец.
После окончания 7 классов работал слесарем в локомотивном депо на железнодорожной станции Россошь.
В действующей армии Великой Отечественной войны с 27 января 1943 года, до этого находился на оккупированной врагом территории.
Боевое крещение получил в бою под Харьковом и был ранен. После излечения в госпитале боевой путь продолжил в составе 116-й стрелковой дивизии, участвовал в битве на Курской дуге и освобождении Украины.
17 апреля 1944 года в ходе наступления на населённый пункт Карлигул (4 км севернее города Яссы, Румыния) стрелок А.С.Рябошлык первым ворвался во вражеское расположение и гранатами подавил 3 пулемётные точки противника.
За период боёв с 16 по 28 апреля близ города Яссы он лично истребил свыше 10 солдат противника.
Приказом по 116-й стрелковой дивизии от 12 июня 1944 года рядовой Рябошлык Алексей Семёнович награждён орденом Славы 3-й степени.
В ходе боя 20 августа 1944 года за населённый пункт Захорна (13 км северо-западнее города Яссы) наводчик пулемёта А.С.Рябошлык под вражеским обстрелом занял выгодную позицию и, поддерживая огнём наступление пехотных подразделений, уничтожил до отделения живой силы противника, чем способствовал успеху роты.
Приказом по войскам 52-й армии от 27 октября 1944 года младший сержант Рябошлык Алексей Семёнович награждён орденом Славы 2-й степени.
14 февраля 1945 года сержант А.С.Рябошлык в бою за лесной хутор Хейлигензе (35 км северо-восточнее города Гёрлиц, Польша) огнём из пулемёта отсёк контратакующую пехоту врага от танков, заставив её залечь, уничтожил пулемётную точку противника.
Указом Президиума Верховного Совета СССР от 10 апреля 1945 года за образцовое выполнение боевых заданий на фронте борьбы с немецкими захватчиками и проявленные при этом доблесть и мужество Рябошлык Алексей Семёнович награждён орденом Славы 1-й степени.
После окончания войны продолжил службу в армии и в 1947 году окончил Ташкентское военное пехотное училище.
В 1959 году майор А.С.Рябошлык был уволен в запас и проживал в родном городе Россошь, работал оператором на городской станции энергосети. Неоднократно избирался депутатом Россошанского городского Совета народных депутатов.
Скончался 6 марта 1994 года.

## Награды
- орден Отечественной войны I степени (1985)[2]
- орден Славы I степени(29.12.1980)[3]
- орден Славы II степени(27.10.1944)[4]
- орден Славы III степени (12.06.1944)[5]
  - медали, в том числе:
  - «В ознаменование 100-летия со дня рождения Владимира Ильича Ленина» (6 апреля 1970)
  - «За победу над Германией в Великой Отечественной войне 1941—1945 гг.» (1945)[6]
  - «20 лет Победы в Великой Отечественной войне 1941—1945 гг.» (7 мая 1965[7])
  - «30 лет Победы в Великой Отечественной войне 1941—1945 гг.»[8]
  - Медаль «Сорок лет Победы в Великой Отечественной войне 1941—1945 гг.»[9]
  - Юбилейная медаль «50 лет Победы в Великой Отечественной войне 1941—1945 гг.»[10]
  - «Ветеран труда»
  - «30 лет Советской Армии и Флота»[11]
  - «40 лет Вооружённых Сил СССР»[12]
  - «50 лет Вооружённых Сил СССР» (26 декабря 1967[13])
  - «60 лет Вооружённых Сил СССР» (28 января 1978[14])

- Знак «25 лет победы в Великой Отечественной войне» (1970)

## Память
- На могиле Героя установлен надгробный памятник.
- в городе Россошь, на здании горэлектросети установлена мемориальная доска.[15]
- в городе Россошь установлен бюст на Аллее героев на территории Центральной братской могилы № 277 в городе Россошь.[15]